# Соммерс, Кристина Хофф
Кристина Хофф Соммерс (англ. Christina Hoff Sommers) (род. в 1950 г., Петалума, штат Калифорния) — американская писательница и философ, широко известная своей критикой феминизма конца XX столетия. Автор многих работ о феминизме и антифеминизме в современной американской культуре. Наибольшее общественное внимание привлекли её книги «Кто украл феминизм: Как женщины предали женщин», «Войны против мальчиков: Как неверный Феминизм вредит нашим молодым мужчинам». Специализируется на этике и является стажёром в Американском институте предпринимательства. Она также ведёт видеоблог под названием The Factual Feminist.
Позиции и работы Соммерс были охарактеризованы Стэнфордской энциклопедией философии как «справедливый феминизм», классическая либеральная или либертарианская феминистская точка зрения, согласно которой основная политическая роль феминизма заключается в обеспечении того, чтобы не нарушалось право против принудительного вмешательства. Соммерс противопоставила справедливый феминизм тому, что она называет феминизмом жертвы и гендерным феминизмом, утверждая, что современная феминистская мысль часто содержит «иррациональную враждебность к мужчинам» и обладает «неспособностью серьёзно относиться к возможности того, что полы равны, но различны».

## Ранняя жизнь
Кристина Хофф Соммерс родилась 28 сентября 1950 года в округе Сонома, Калифорния в семье Кеннета и Долорес Хофф. Она училась в Парижском университете, получила степень бакалавра в Нью-Йоркском университете в 1971 году и степень доктора философии в Университете Брандейса в 1979 году.

## Личная жизнь
Соммерс вышла замуж за Фреда Соммерса, заведующем кафедрой философии Гарри А. Вольфсона в Университете Брандейса, в 1981 году. Он умер в 2014. Благодаря браку, Кристина Хофф Соммерс, стала мачехой Тамлера Соммерса, который так же стал профессором философии.

## Публикации
- 1986, Right and Wrong: Basic Readings in Ethics. ISBN 0-15-577110-8.
- 1995, Who Stole Feminism?: How Women Have Betrayed Women ISBN 978-0-684-80156-8.
- 2000, The War Against Boys. ISBN 0-684-84956-9.
- 2003 (with Frederic Sommers), Vice & Virtue in Everyday life. ISBN 978-0-534-60534-6.
- 2006 (with Sally Satel, M.D.), One Nation Under Therapy. ISBN 978-0-312-30444-7.
- 2009 The Science on Women in Science. ISBN 978-0-8447-4281-6.
- 2013 Freedom Feminism: Its Surprising History and Why It Matters Today (Values and Capitalism). ISBN 978-0-8447-7262-2.